# Banià
Un banià, de vegades escrit amb la grafia anglesa, "banyan", és un tipus d'arbre del gènere Ficus.

## Variants
La paraula banià inclou diverses espècies de Ficus que tenen un cicle de vida i un aspecte similar, tot i que la principal i més característica n'és el Ficus benghalensis. Aquest arbre es troba en molts punts del subcontinent indi, sovint als afores dels pobles. Representa la vellesa en la tradició de l'Índia perquè sovint els vells del poble seuen sota l'ombra de les seves branques per fugir de la calor i per fer reunions, mena de consells d'ancians. També és un arbre important dintre de la religió hindú i es troba sovint a la vora dels temples.
El Ficus benghalensis és l'arbre nacional de l'Índia.
Altres espècies de Ficus que també reben el nom de "banià" són:
- Ficus microcarpa, provenent de Sri Lanka.
- Ficus pertusa, des del sud del Mèxic fins al Paraguai.
- Ficus citrifolia des de Florida, el Carib, Amèrica central i del Sud fins a Paraguai.
- Ficus aurea de Florida al Carib.

## Cicle
L'arbre comença la seva vida com planta epífita quan les seves llavors germinen dins d'una esquerda de l'escorça d'un arbre hoste o d'un mur o un edifici. La planta va creixent fins que les seves arrels aèries formen un pseudotronc que, eventualment, escanya l'arbre hoste o destrueix l'edifici.
Els seus fruits, rojos i brillants, atreuen els esquirols i tot tipus d'ocells. Aquests s'encarreguen de dispersar les llavors, que poden arribar a créixer als llocs més inversemblants. Tot i així hi ha banians que reïxen a créixer de manera convencional.
Els banians vells, a mesura que les grans branques es van estenent horitzontalment, van enviant rels aèries que formen troncs suplementaris. Aquests recolzen les branques permetent que l'arbre es vagi estenent fins a ocupar superfícies molt grans. El banià més gran del món es troba al jardí botànic d'Howrah, a la vora de Calcuta. La seva circumferència és de 412 m, amb 131 m de diàmetre.

## Galeria

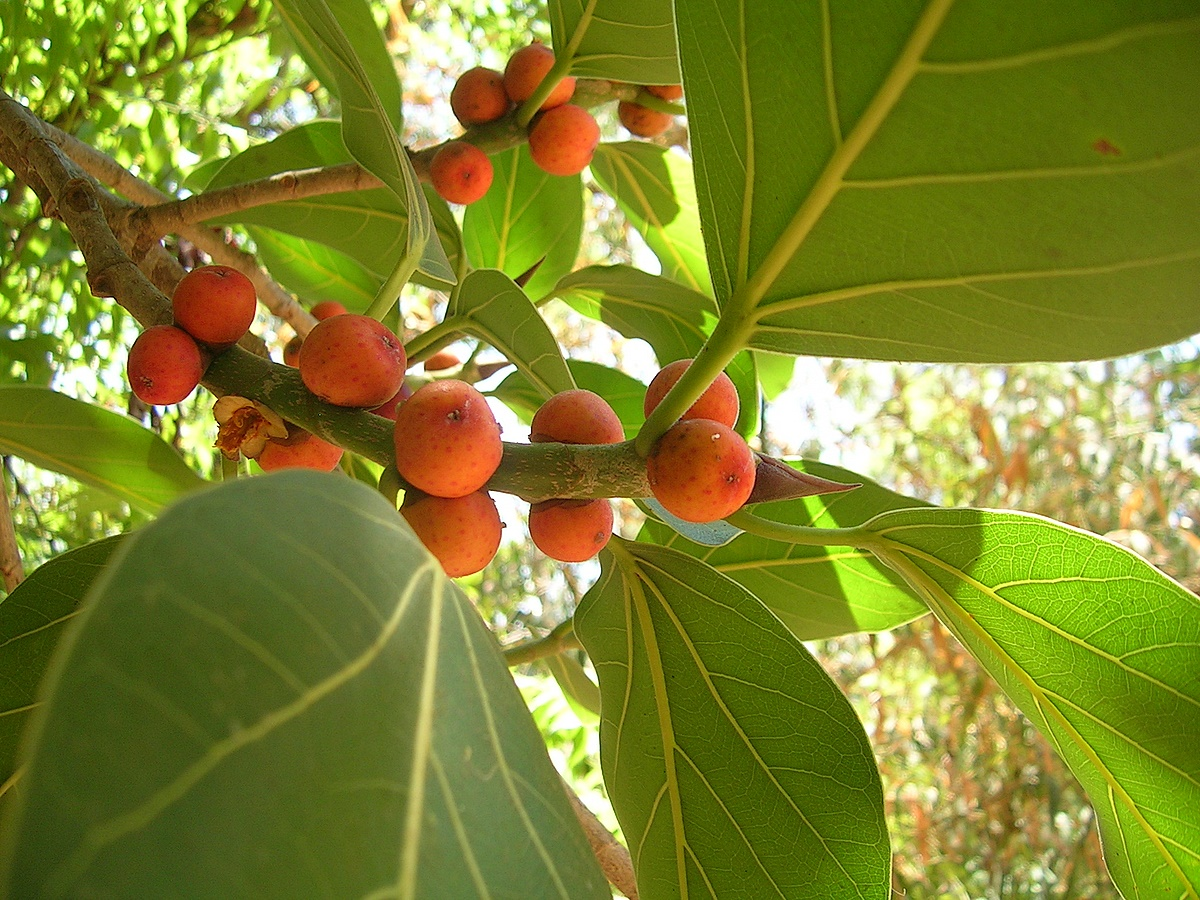
Fruits
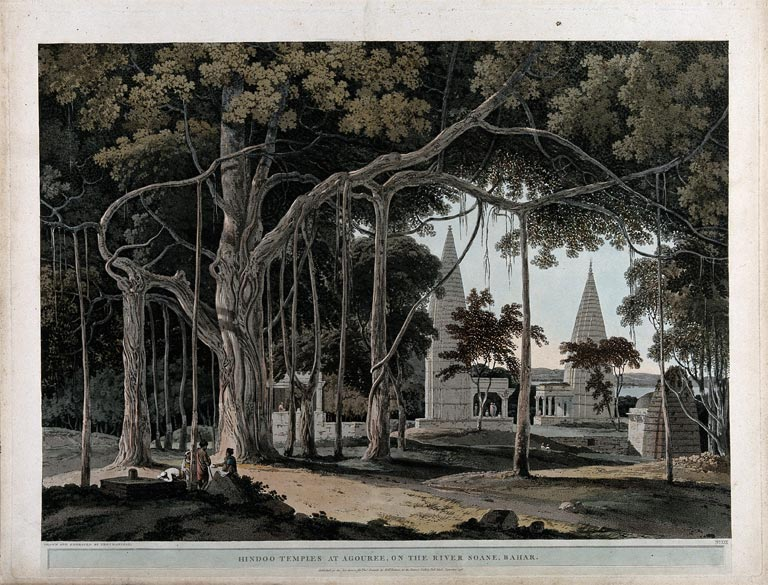
Un banià a un temple, Bihar
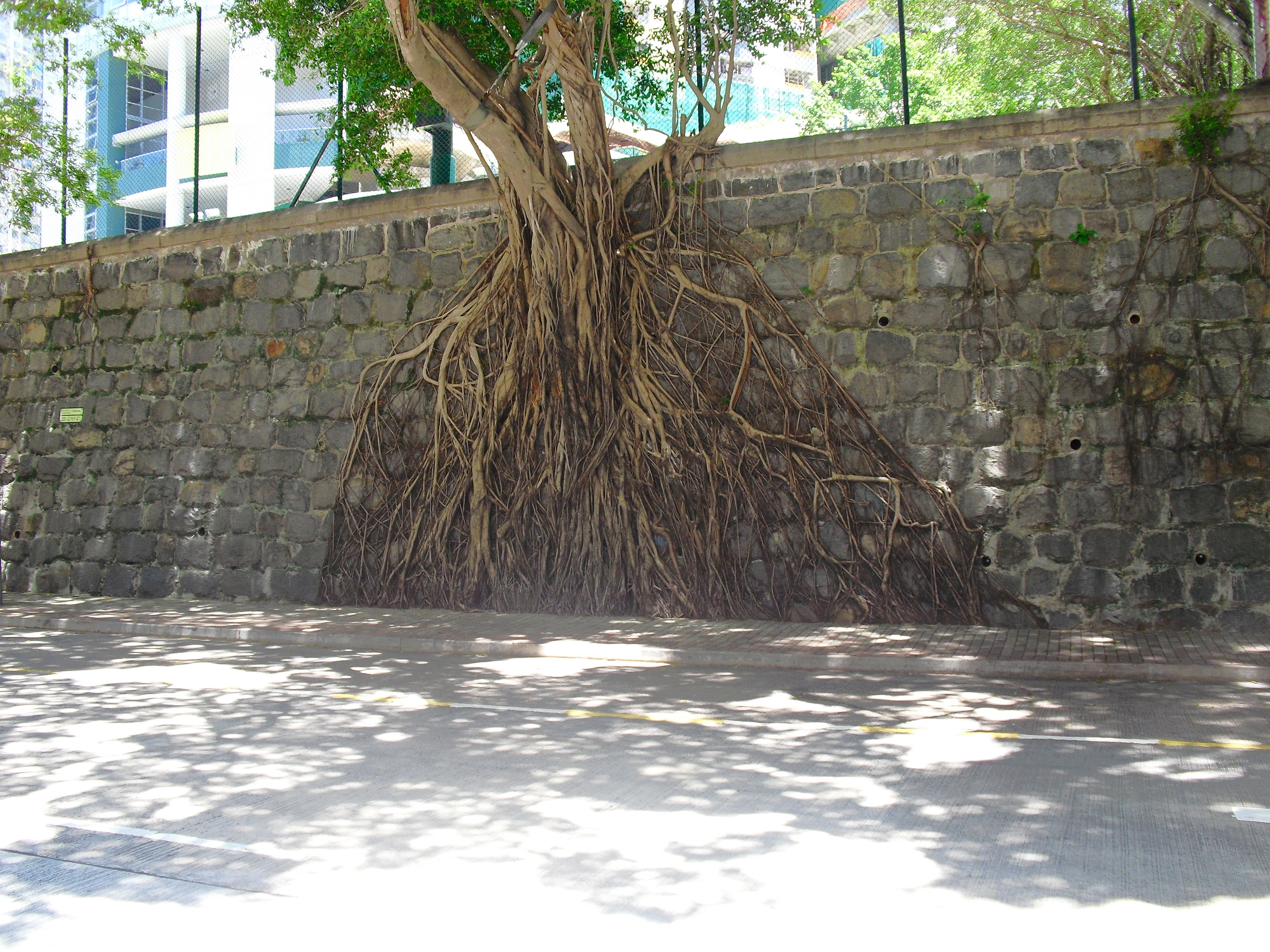
Banià creixent en un mur de Hong Kong
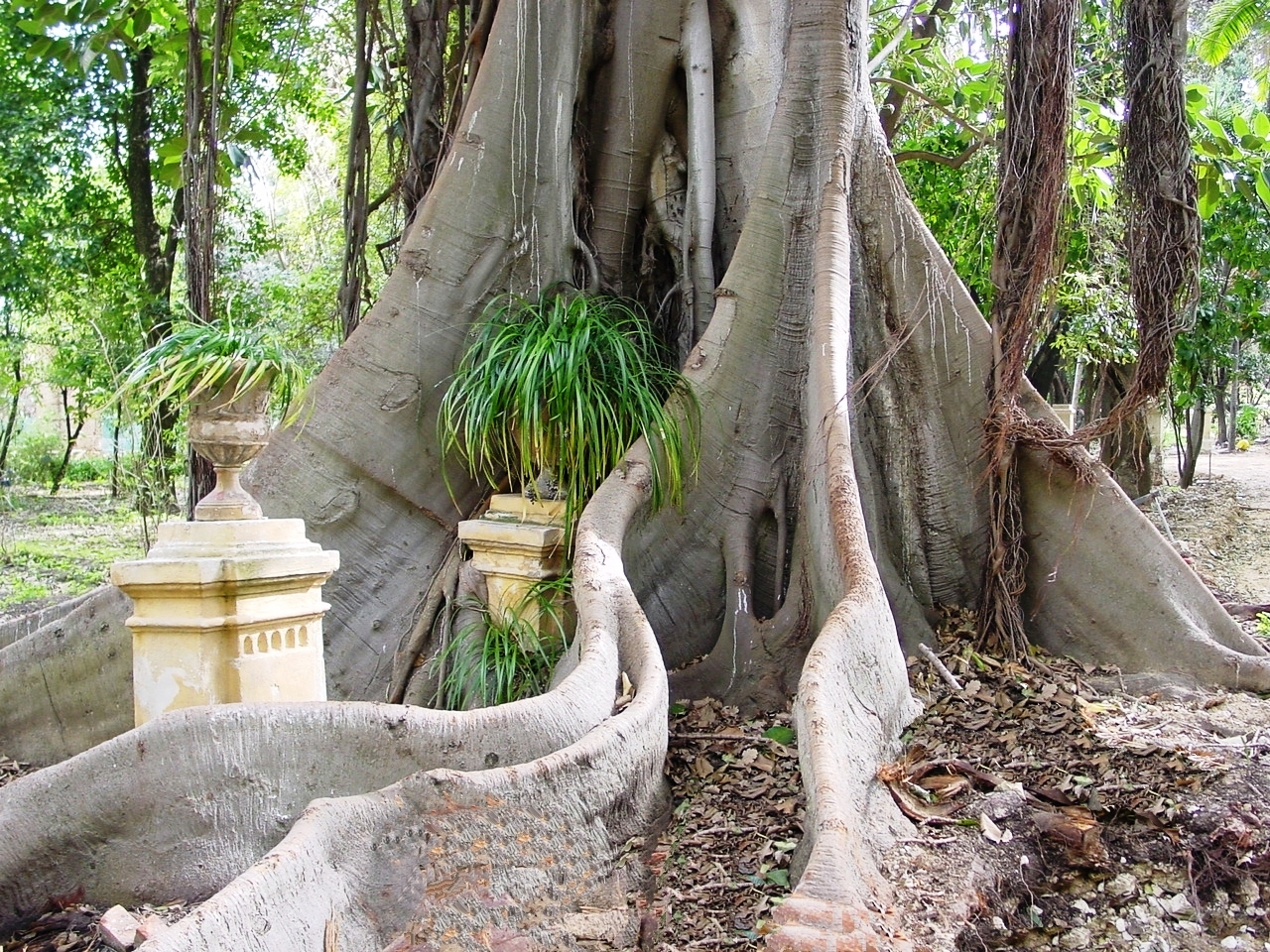
Ficus macrophylla a Palerm
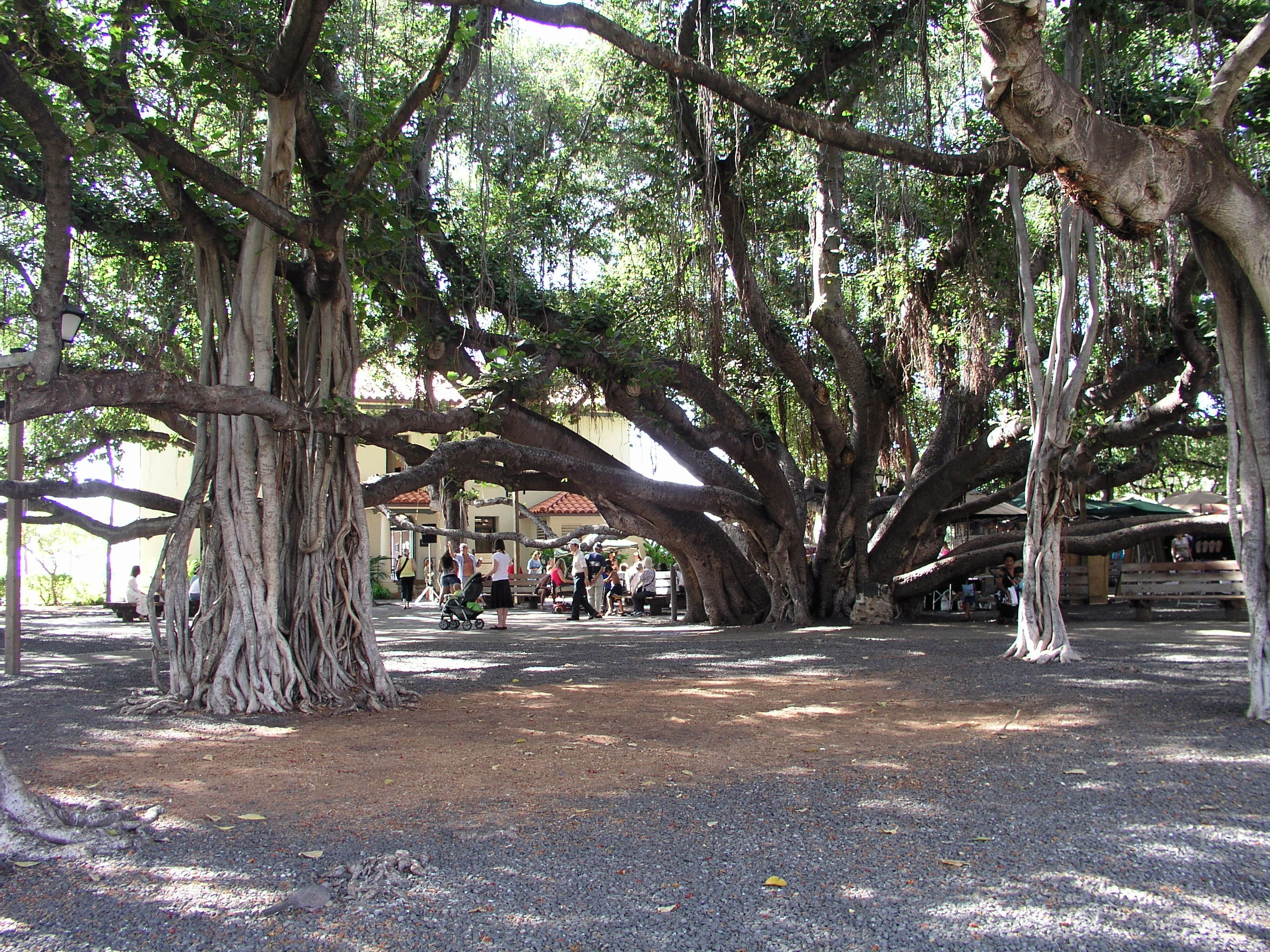
Banià a Lahaina, Hawaii
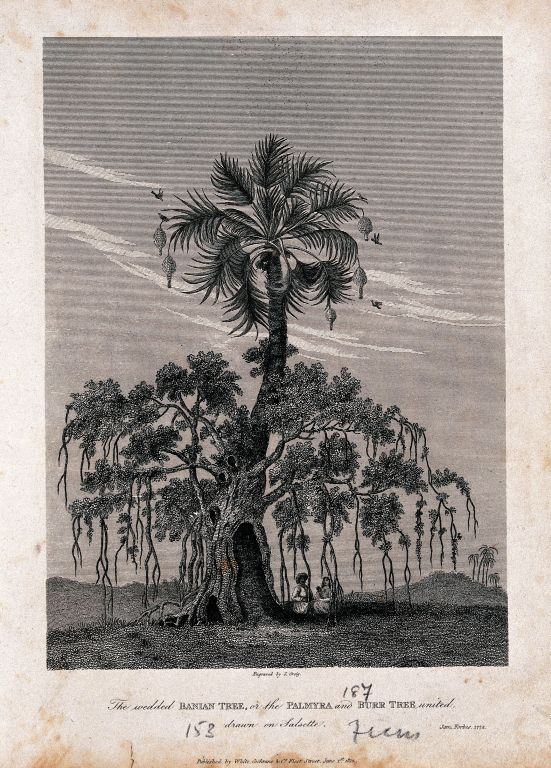
Representació d'un banià escanyant una palmera; segle xviii
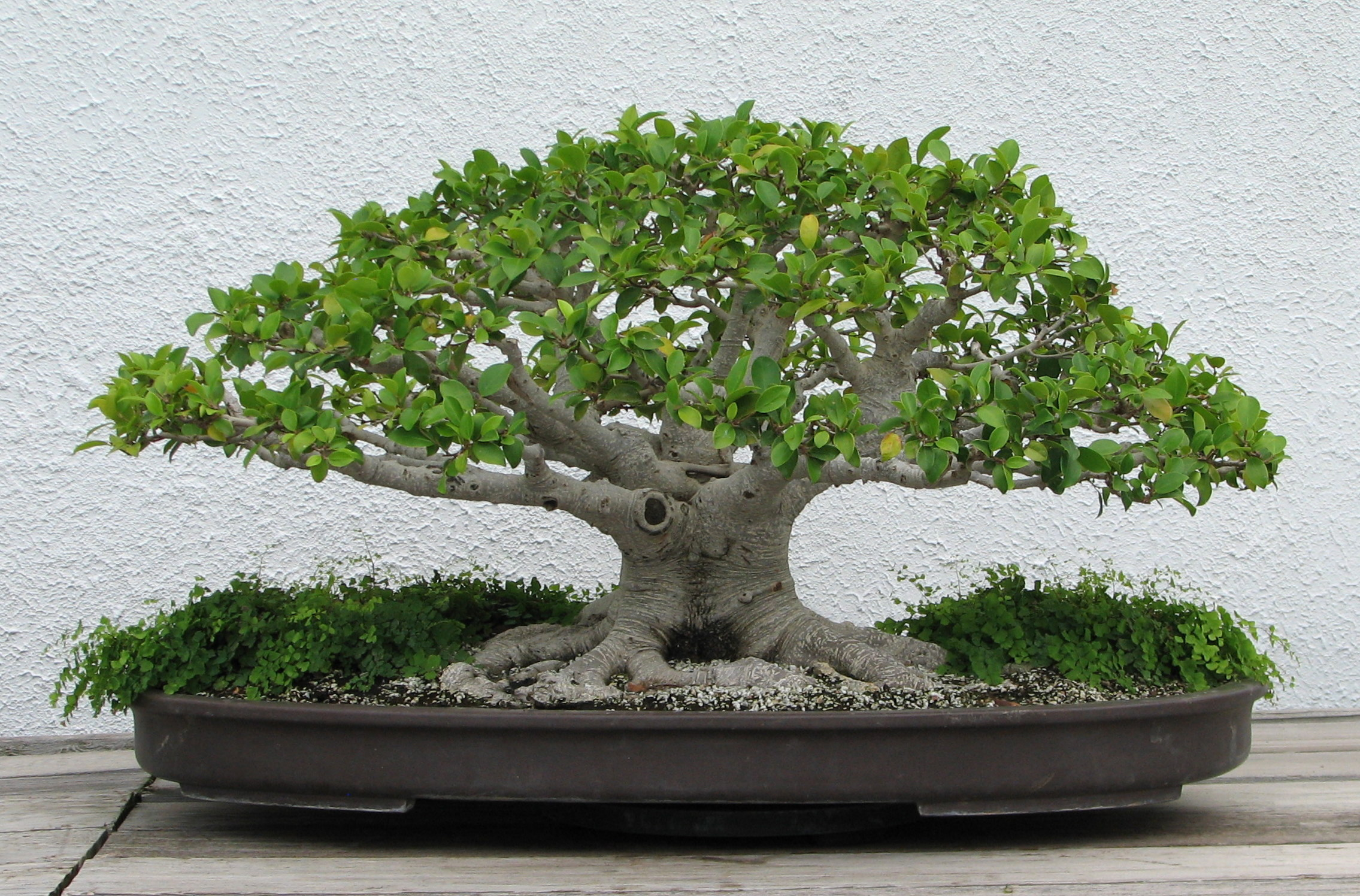
Un "banià xinès", Ficus microcarpa Retusa. Bonsai